# 험베르토 엘리존도
험베르토 엘리존도(Humberto Elizondo, 1947년 7월 19일 ~ )는 멕시코의 배우, 텔레비전 배우, 영화배우이다.
멕시코시티에서 태어났다.

## 영화
- 밴디다스 (2006년)
- 마스크 오브 조로 (1998년) - 돈 줄리오 역
- 그레이 건맨 (1993년)
- 007 살인면허 (1989년)
- 살바도르 (1986년)
- A 특공대 - TV시리즈 (1983년)